# 貴方が好きな私/boyfriend
「貴方が好きな私/boyfriend」（あなたがすきなわたし／ボーイフレンド）は、阿部真央の10枚目のシングル。2013年6月16日にポニーキャニオンから発売。

## 概要
「モットー。/光」以来となる両A面シングルで、5枚目のアルバム「貴方を好きな私」の先行シングルである。

## 収録曲
| 全作詞・作曲: 阿部真央。 |                             |          |            |        |
| #                        | タイトル                    | 作詞     | 作曲・編曲 | 編曲家 |
| 1.                       | 「貴方が好きな私」          | 阿部真央 | 阿部真央   | akkin  |
| 2.                       | 「boyfriend」               | 阿部真央 | 阿部真央   | 河野圭 |
| 3.                       | 「貴方が好きな私（Inst.）」 | 阿部真央 | 阿部真央   | akkin  |
| 4.                       | 「boyfriend（Inst.）」      | 阿部真央 | 阿部真央   | 河野圭 |